# Oog om oog, tand om tand
Oog om oog, tand om tand, ius talionis (vergeldingsrecht) of talioprincipe is een uitdrukking die verwijst naar het principe van vergelding met precies hetzelfde onrecht dat het slachtoffer is aangedaan door de dader. Deze uitdrukking is te herleiden tot de Bijbel.

## Oude testament
Het betreffende principe komt voort uit het Oude Testament met de wet van Mozes die de wraak wilde beperken. In Exodus 21:22–25 ontving Mozes in aanvulling op de Tien geboden een reeks leefregels, waaronder:
22 Wanneer twee mannen aan het vechten zijn en een van hen een zwangere vrouw raakt met als gevolg dat zij een miskraam krijgt, maar ze heeft verder geen letsel opgelopen, dan moet een boete worden geëist waarvan de hoogte door haar echtgenoot wordt vastgesteld; de rechters moeten op de betaling toezien. 23 Heeft ze wel ander letsel opgelopen, dan geldt: een leven voor een leven, 24 een oog voor een oog, een tand voor een tand, een hand voor een hand, een voet voor een voet, 25 een brandwond voor een brandwond, een kneuzing voor een kneuzing, een striem voor een striem.
In Leviticus 24:19–21:
19-20 Wanneer iemand letsel toebrengt aan een ander, moet hem hetzelfde letsel worden toegebracht: een breuk voor een breuk, een oog voor een oog, een tand voor een tand. Wat hij de ander heeft aangedaan zal ook hem aangedaan worden. 21 Dus wie een stuk vee doodt moet het vergoeden en wie een mens doodt moet ter dood gebracht worden.
In Deuteronomium 19:16-21:
16 Als een getuige tracht een ander ten val te brengen door een leugenachtige verklaring over hem af te leggen, 17 dan moeten de twee partijen in het geding samen voor de HEER verschijnen, voor de priesters en de rechters die op dat moment in functie zijn. 18 De rechters moeten de zaak zorgvuldig onderzoeken. Als blijkt dat de getuige heeft gelogen en een vals getuigenis heeft afgelegd, 19 dan moet u hem de straf opleggen die hij de ander had toebedacht. Zo moet u het kwaad dat zich bij u aandient in de kiem smoren. 20 De anderen moeten daardoor worden afgeschrikt, zodat dergelijke wandaden zich niet herhalen. 21 Heb geen medelijden en eis een leven voor een leven, een oog voor een oog, een tand voor een tand, een hand voor een hand, een voet voor een voet.
In het Nieuwe Testament komt Christus hier op terug in de Bergrede, Matteüs 5:38-39:
38 Jullie hebben gehoord dat gezegd werd: “Een oog voor een oog en een tand voor een tand.” 39 En ik zeg jullie je niet te verzetten tegen wie kwaad doet, maar wie je op de rechterwang slaat, ook de linkerwang toe te keren.

## Twaalftafelenwet
Augustinus van Hippo heeft het vergeldingsprincipe van Mozes geassocieerd met het Romeinse talio en deze zienswijze werd tijdens de Middeleeuwen alzo gecanoniseerd.  Uit samenlezing van de beschikbare tekst van de Twaalftafelenwet kan men, met de archaïsch Latijnse toekomstige imperatieven, echter afleiden dat men bij verwondingen een compensatie diende te betalen.  Zo ook bij het verwonden van ledematen.
- Het was in de republiek Rome niet zinvol ledematen onbruikbaar te maken van (potentiële) militairen.
- Het vergt overigens medische precisie om een exact dezelfde verwonding aan de eerste dader aan te brengen.
- Indien dit werd gehanteerd zou men overigens bij een te zware wederverwonding zelf weer dienen te worden verwond.

## Hedendaagse toepassing
Naar huidige Westerse maatstaven is dit rechtsprincipe primitief, al kennen sommige landen, waaronder de Verenigde Staten en Japan, nog steeds de doodstraf voor moord. In het verleden was het principe "oog om oog, tand om tand" vooral ook bedoeld om een maximumstraf voor een vergrijp vast te leggen, waarna de schuld van de dader (en diens familie) verrekend was. Hiermee konden familie- en bloedvetes worden voorkomen.

## Voorbeelden van rechtssystemen metius talionis
- Codex Hammurabi
- Recht van Gortyn
- Thora